# Lobocentrus triangularis
Lobocentrus triangularis är en insektsart som beskrevs av Chou och Yuan 1983. Lobocentrus triangularis ingår i släktet Lobocentrus och familjen hornstritar. Inga underarter finns listade i Catalogue of Life.